# Ribaute
Ribaute – miejscowość i gmina we Francji, w regionie Oksytania, w departamencie Aude. Przez miejscowość przepływa rzeka Orbieu. 
Według danych na rok 1990 gminę zamieszkiwało 190 osób, a gęstość zaludnienia wynosiła 20 osób/km² (wśród 1545 gmin Langwedocji-Roussillon Ribaute plasuje się na 718. miejscu pod względem liczby ludności, natomiast pod względem powierzchni na miejscu 779.).